# Mas Fogueres del Molí
El Mas Fogueres del Molí és una masia d'Arbúcies (Selva) inclosa a l'Inventari del Patrimoni Arquitectònic de Catalunya.

## Descripció
Antiga masia reformada a inicis del segle XX i convertida en un casal de tres plantes, separades entre si per una cornisa correguda de rajol. La coberta és a dues vessants amb caiguda a la façana. Els angles de les cantonades i obertures estan remarcades en rajol massís.
La façana principal té un cos afegit al davant amb una escalinata de ceràmica vidriada i un porxo, amb tres arcs rebaixats i una balusatrada al damunt. Malgrat ser l'entrada principal, on a la paret hi trobem les lletres metàl·liques de “MANSO FOGUERAS” molt malmeses, no és l'entrada que s'utilitza per accedir a l'interior, sinó que es fa pel lateral dret. Les obertures de la planta baixa i noble són d'arc rebaixat, mentre que les de la planta superior, més petites, són de fals arc fet per aproximació de filades. A la teulada hi ha un petit campanar d'espadanya el qual indica l'existència d'una capella.
L'edifici manté la seva estructura i l'aspecte exterior però a l'interior s'hi han fet reformes i s'ha adequat a les noves necessitats de la família que hi viu. La planta baixa és un sol habitatge, a la segona planta hi ha habitacions i només s'utilitza com a segona residència i a la tercera unes golfes.
Al costat de la casa, hi ha altres dependències, entre elles, les antigues quadres i la pallissa que actualment s'estan reformant. S'han refet les parets de nou i les obertures presenten llindes de fusta, els interiors encara estan per fer. Aquestes edificacions fa molt poc es varen cremar. L'edifici està rodejat d'una finca ballada, amb camps alguns dels quals estan cultivats. Hi ha també una piscina i una pista de tenis propietats del mas.
Molt a prop, a l'altre costat de la carretera, hi havia hagut el Molí del Mas Fogueres del Molí, d'aquí ve el nom. Es tractava d'un casal de planta rectangular amb la bassa adossada, on posteriorment, s'hi va situar l'antiga serradora Lacomba, a tocar del Parc de la Dona d'Aigua, que va aprofitar el sistema hidràulic i la bassa de l'antic molí. Malauradament, actualment ha desaparegut.

## Història
Apareix documentat per primera vegada en els Fogatges de 1497 i 1515 de la Batllia de n'Orri, també el trobem al 1555. En la presa de possessió del vescomtat de Cabrera per l'almirall Federique Henríquez l'any 1527 ens apareix un tal Joan Folgueres d'Arbúcies.
En el Cadastre de 1743 declara unes 22 quarteres, més les vinyes, els horts, el bosc, prats i erms. També la trobem en el Cadastre de 1800, i seguidament en el llistat de les cases de pagès del rector de la parròquia del 1826. En el padró de 1883 apareix habitada per una família de 5 membres. L'any 1940 hi consta una família de quatre persones. Juli Serra també el situa en el seu mapa de 1890. Havia sigut propietat dels marquesos d'Alella, els amos del sogre de l'actual propietària qui portava els assumptes dels marquesos. Quan aquests van voler vendre ho feren al seu home de confiança.
Sobre l'antic Molí, l'any 1520, Gabriel Vilar fa testament i institueix com a hereu al seu nebot Joan Folgueres, moliner. En un document del 1687 la universitat de la vila d'Arbúcies arrenda el molí de Fogueres pels anys 1687-1690, que funcionà com a molí draper i també de xocolata.
En el Cadastre de 1743 apareix un molí fariner i un de draper. També el trobem en el Cadastre de 1800 i en el llistat de les cases de pagès del rector de la parròquia del 1826.
En el padró de 1883 hi consta una família de 6 membres, el cap de família es declara d'ofici moliner.